# F-16XL

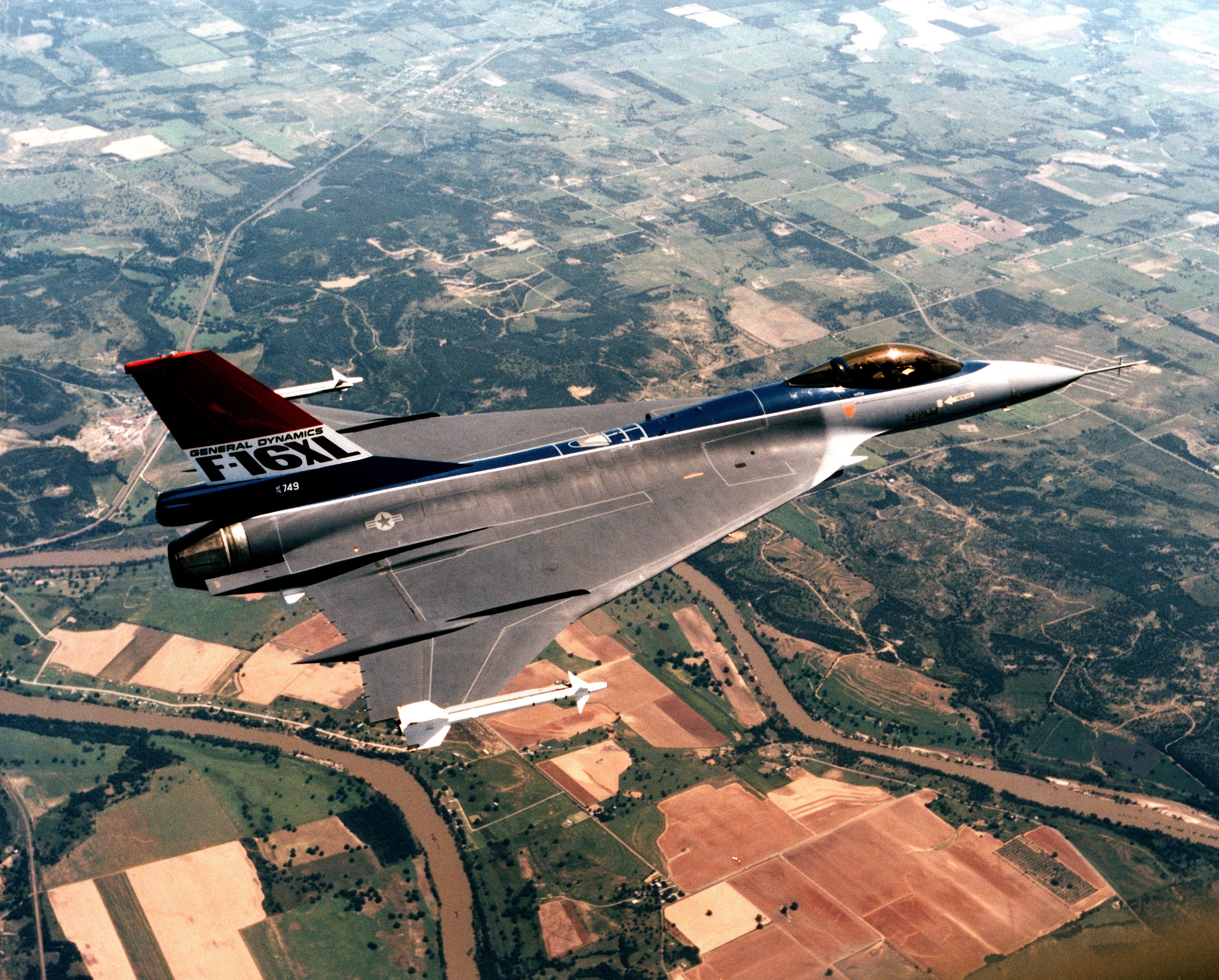
F-16XL

F-16XL este varianta cu aripă delta a avionului F-16 Fighting Falcon.